# Sliuzivka, Semenivka
Sliuzivka (în ucraineană Слюзівка) este un sat în comuna Tovste din raionul Semenivka, regiunea Poltava, Ucraina.

## Demografie
Componența lingvistică a localității Sliuzivka
     Ucraineană (91,67%)
     Rusă (8,33%)
Conform recensământului din 2001, majoritatea populației localității Sliuzivka era vorbitoare de ucraineană (91,67%), existând în minoritate și vorbitori de rusă (8,33%).